# Henry Clay (roer)
John Henry Clay (født 20. marts 1955) er en engelsk tidligere roer.
Clay var med i Storbritanniens otter, der vandt sølv ved OL 1980 i Moskva. Briterne blev i finalen kun besejret af Østtyskland, der vandt guld, mens Sovjetunionen tog bronzemedaljerne. Den øvrige besætning i briternes båd var Duncan McDougall, Allan Whitwell, Chris Mahoney, Andrew Justice, John Pritchard, McGowan, Stanhope og styrmand Colin Moynihan. Han deltog også ved OL 1976 i Montreal, som del af briternes toer uden styrmand, der endte på 12. pladsen.

## OL-medaljer
- 1980:  Sølv i otter